# Pedro Díaz de Valdés
Pedro Díaz de Valdés Argüelles y Galán (Gijón, 13 marzo 1761 – Santiago del Cile, 5 giugno 1826) è stato un funzionario e avvocato spagnolo e cileno.

## Biografia
Figlio di José Díaz de Valdés Argüelle e di María Francisca Galán Reconco (Avilés), apparteneva, da parte di padre, ad una famiglia di mercanti. Si laureò all'università di Oviedo nel 1787 ed esercitò la professione di avvocato a Madrid per poi essere inviato a Santiago del Cile come Asesor de la Capitanía General y Presidencial del Regno del Cile e successivamente, nel 1799, divenne Consigliere.
In Cile conobbe Javiera Carrera, sorella di José Miguel Carrera, con la quale si sposò nello 1800 ed ebbero cinque figli: Pío, Ignacio, Santos, Pedro e Domitila.
La residenza in Cile, coincise con il periodo di scontro tra la borghesia creola e i funzionari locali. Questo comportò un forte contrasto tra Pedro Díaz e il governatore dell'epoca Francisco Antonio García Carrasco, che nel 1810 lo rimosse dalla carica di consigliere e iniziò una serie di processi che portarono Pedro Díaz a recarsi in Spagna per richiedere l'annullamento delle sentenze che lo estromettevano dalle cariche pubbliche.
Nel 1811 si recò a Cadice, in Spagna, e il consiglio della reggenza ignorò la sua richiesta di annullamento, anzi, confermò l'estromissione e il dimezzamento dello stipendio. Sempre nello stesso anno rientrò in Cile, e con il cambio di governatorato e la salita al potere del cognato José Miguel Carrera, la situazione si ripristinò e Pedro Díaz riacquistò posizione sociale e incarichi pubblici.
Morì a Santiago de Cile all'età di 65 anni.

## Opere
- (ES) Padre de su pueblo o medios para hacer temporalmente felices a los pueblos, Barcelona, Manuel Texero, 1806.
- (ES) Tratados sobre la fisica del clero, y otros puntos utiles y provechosos de la ciencias naturales, Barcelona, Manuel Texero, 1806.